# Polyrhachis bouvieri
Polyrhachis bouvieri är en myrart som beskrevs av Santschi 1928. Polyrhachis bouvieri ingår i släktet Polyrhachis och familjen myror. Inga underarter finns listade i Catalogue of Life.